# Marine Expeditionary Unit

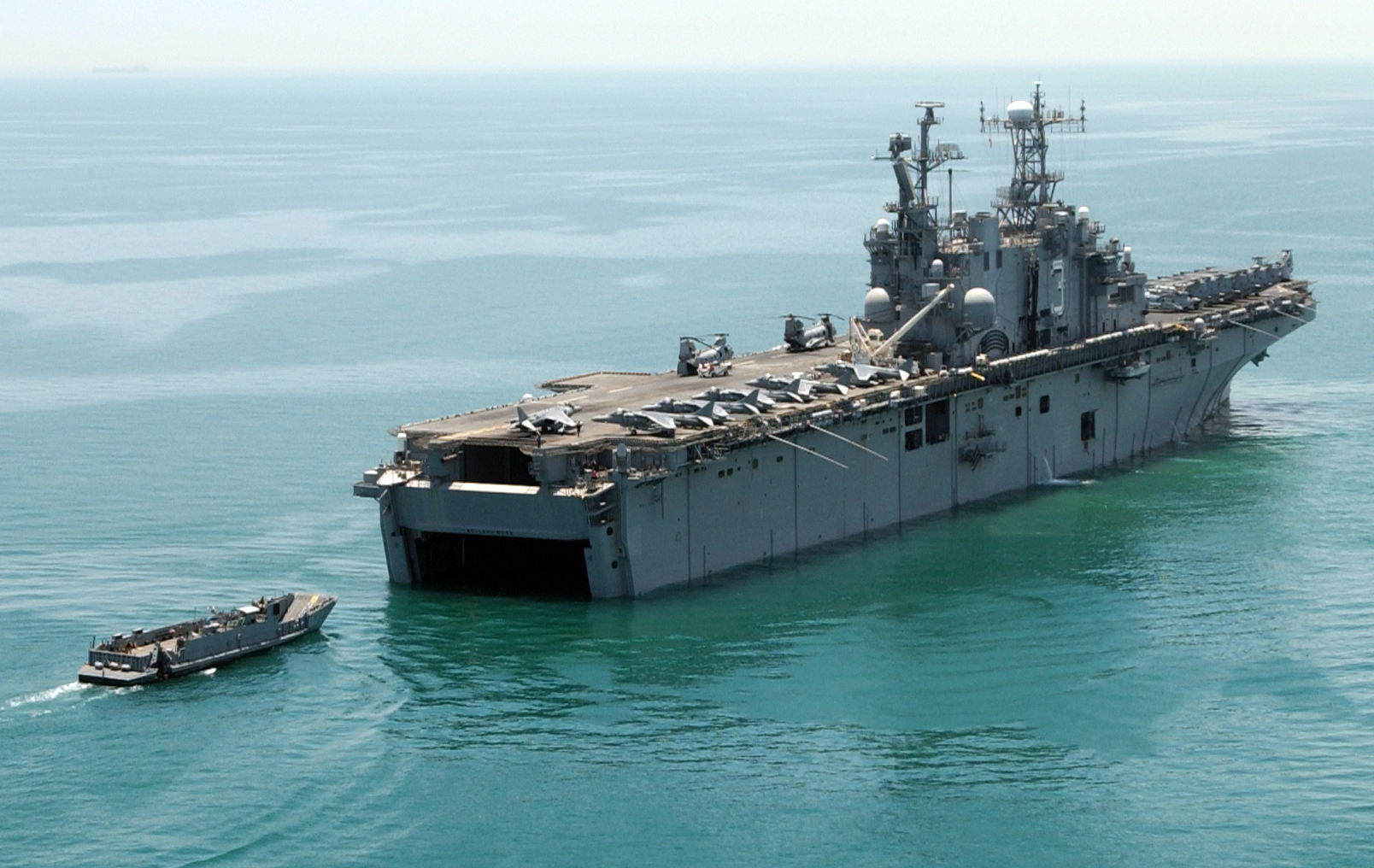
Landstigningsbåt dockar med amfibiefartyget USS Belleau Wood (LHA-3) av Tarawa-klass på dess welldäck i Persiska viken utanför Kuwait, 7 juli 2004.

En Marine Expeditionary Unit (MEU, tidigare kallad Marine Amphibious Unit, MAU) är amerikanska marinkårens minsta självständiga stridsförband. 
En MEU är en snabbinsatsstyrka av regementes storlek som snabbt kan sättas in om en kris uppkommer. De ingående delarna är detacherade från sina respektive enheter för att ingå i MEU:n. Den totala styrkan uppgår till cirka 2 200 man under befäl av en överste. 

## Beskrivning
En MEU består av fyra olika delar:
- En markstridsstyrka (bataljon)
- En flygstridsstyrka (flygdivision)
- En underhållsstyrka (bataljon)
- En ledningsstyrka (kompani)

De olika styrkorna är i sin tur sammansatta av delar från olika förband. Sammansättningen varierar beroende på uppdrag och förutsättningar. Markstridsstyrkan innehåller alltid marininfanteri, men kan också förstärkas med stridsvagnar, pansarskytte och artilleri. Flygstridsstyrkans huvuduppgift är att transportera markstridsstyrkan och dess underhåll medan den är i land. Den innehåller därför alltid transporthelikoptrar av olika storlek, men kan även innehålla understöd i form av attackhelikoptrar eller attackflyg. Underhållsstyrkan består av ingenjörtrupper, krigssjukvård och enheter för reparation, underhåll och transporter. Ledningsstyrkan står för planering och administration och innehåller funktioner för samband, underrättelsetjänst och eldledning.
USA:s marinkår har totalt sju stycken MEU:
- 11:e, 13:e och 15:e MEU baserade vid Marine Corps Base Camp Pendleton utanför San Diego i Kalifornien.
- 22:a, 24:e och 26:e MEU baserade vid Marine Corps Base Camp Lejeune utanför Jacksonville i North Carolina.
- 31:a MEU baserad på ön Okinawa i Japan.

De delar som ingår i respektive MEU roteras i en utbildningscykel som består av utbildning, beredskap och basering ombord på amfibiefartyg från USA:s flotta. Tillsammans med de fartyg som transporterar MEU:n och deras eskortfartyg bildar de en Expeditionary Strike Group (ESG).
En MEU ingår inte som en del i en Marine Expeditionary Brigade (MEB), men kan ingå tillsammans med en MEB i en Marine Expeditionary Force (MEF).